# Liste de châteaux
Cette liste de châteaux, non exhaustive, regroupe les listes des châteaux par pays.

## Europe
- Liste des châteaux d'Albanie
- Liste des châteaux allemands par région
- Liste des châteaux autrichiens par région
- Liste des châteaux belges par région (voir aussi les listes par période ou par ordre alphabétique)
- Liste des châteaux britanniques (Angleterre, Écosse, Pays de Galles, Île de Man)
- Liste des châteaux croates
- Liste des châteaux danois par région
- Liste des châteaux espagnols par région
- Liste des châteaux estoniens par région
- Liste des châteaux finlandais
- Liste des châteaux français par département (voir aussi la liste par période)
- Liste des châteaux irlandais par région
- Liste des châteaux italiens par région
- Liste de châteaux liechtensteinois
- Liste de châteaux luxembourgeois
- Liste des châteaux macédoniens
- Liste des châteaux néerlandais par province
- Liste des châteaux portugais par région
- Liste des châteaux roumains
- Liste des châteaux en Russie
- Liste des châteaux suédois
- Liste de châteaux en Suisse
- Liste des châteaux tchèques par région
- Liste de châteaux ukrainiens

## Amériques
- Liste des châteaux américains par région (voir aussi par ordre alphabétique)
- Liste des châteaux canadiens

## Asie
- Liste de châteaux japonais
- Liste des châteaux du Liban
- Liste des châteaux de Sibérie
- Liste des châteaux en Iran
- Liste des châteaux syriens par région